# VSTM2B
VSTM2B (англ. V-set and transmembrane domain containing 2B) – білок, який кодується однойменним геном, розташованим у людей на довгому плечі 19-ї хромосоми. Довжина поліпептидного ланцюга білка становить 285 амінокислот, а молекулярна маса — 30 297.
| 10         |  | 20         |  | 30         |  | 40         |  | 50         |
| ---------- |  | ---------- |  | ---------- |  | ---------- |  | ---------- |
| MEQRNRLGAL |  | GYLPPLLLHA |  | LLLFVADAAF |  | TEVPKDVTVR |  | EGDDIEMPCA |
| FRASGATSYS |  | LEIQWWYLKE |  | PPRELLHELA |  | LSVPGARSKV |  | TNKDATKIST |
| VRVQGNDISH |  | RLRLSAVRLQ |  | DEGVYECRVS |  | DYSDDDTQEH |  | KAQAMLRVLS |
| RFAPPNMQAA |  | EAVSHIQSSG |  | PRRHGPASAA |  | NANNAGAASR |  | TTSEPGRGDK |
| SPPPGSPPAA |  | IDPAVPEAAA |  | ASAAHTPTTT |  | VAAAAAASSA |  | SPPSGQAVLL |
| RQRHGSGTGR |  | SYTTDPLLSL |  | LLLALHKFLR |  | LLLGH      |  |            |

A: Аланін

C: Цистеїн

D: Аспарагінова кислота

E: Глутамінова кислота

F: Фенілаланін

G: Гліцин

H: Гістидин

I: Ізолейцин

K: Лізин

L: Лейцин

M: Метіонін

N: Аспарагін

P: Пролін

Q: Глутамін

R: Аргінін

S: Серин

T: Треонін

V: Валін

W: Триптофан

Локалізований у мембрані.